# Sierra torride
 (mai 2024).
Si vous disposez d'ouvrages ou d'articles de référence ou si vous connaissez des sites web de qualité traitant du thème abordé ici, merci de compléter l'article en donnant les références utiles à sa vérifiabilité et en les liant à la section « Notes et références ».
Pour plus de détails, voir Fiche technique et Distribution.
Sierra torride (Two Mules for Sister Sara) est un film américano-mexicain réalisé par Don Siegel, sorti en 1970.

## Synopsis
Au XIXe siècle, lors de l'intervention des Français au Mexique, Hogan, un mercenaire, sauve la religieuse Sara d'une tentative de viol par trois bandits. Elle se dit pourchassée par les Français, ceux-là mêmes qui détiennent le fort, dont Hogan a pour mission de découvrir les failles des défenses. Sara décide de l'aider dans sa mission…

## Fiche technique
- Titre original : Two Mules for Sister Sara
- Titre français : Sierra torride
- Réalisation : Don Siegel
- Scénario : Albert Maltz d’après une histoire de Budd Boetticher
- Musique : Ennio Morricone
- Décors : José Rodríguez Granada
- Costumes : Carlos Chávez, Helen Colvig
- Photographie : Gabriel Figueroa
- Montage : Robert F. Shugrue
- Production : Carroll Case, Martin Rackin
- Sociétés de production : The Malpaso Company, Universal Pictures, Sanen Productions
- Sociétés de distribution : Universal Pictures, Paramount Pictures (France)
- Pays de production :  États-Unis |  Mexique
- Langue originale : anglais
- Tournage : à partir du 3 février 1969
  - Extérieurs :  Cuautla, Jantetelco (État de Morelos), Tlyacapan (État de Morelos)
- Format : couleur (Technicolor) — 2,35:1 (Panavision) — 35 mm — mono (Westrex Recording System)
- Genre : western, guerre
- Durée : 113 minutes
- Dates de sortie : 
  - Allemagne de l'Ouest : 12 février 1970
  - États-Unis : 24 juin 1970
  - France : 1er juillet 1970

## Distribution
- Shirley MacLaine (VF : Nicole Riche) : Sara
- Clint Eastwood (VF : Jacques Thébault) : Hogan
- Manolo Fabregas (VF : Claude Bertrand) : Colonel Beltran
- Alberto Morin (VF : Jean-Henri Chambois) : Général LeClaire
- David Estuardo (VF : Serge Lhorca) : Juan
- José Chavez (VF : Georges Hubert) : Horatio
- Armando Silvestre : Le premier Américain

## Distinctions
- Laurel Awards 1971 :  
  - Golden Laurel (3e place) du meilleur interprète d’un film d’action à Clint Eastwood
  - Shirley MacLaine nommée pour le Golden Laurel de la meilleure interprète dans une comédie

## Autour du film

### Anachronismes
L'intrigue se déroule avant 1867 — date de la fin de la présence française au Mexique.
- Hogan possède un Colt SAA (arme sortie en 1872) et une Winchester 1873.
- Le 14 juillet n'était pas encore la fête nationale française ; c'était alors le 15 août, la saint Napoléon.
- Les soldats français possèdent des fusils Berthier à culasse qui n’apparaîtront qu'en 1892.
- la dynamite venait d’être découverte, on ne la vendait pas encore  au Mexique.
- les Français utilisent une mitrailleuse Gatling, qui n’était  utilisée  alors qu’à  quelques exemplaires par l’armée de l’Union des États-Unis. L’armée française n’en disposait pas avant la guerre franco-prussienne de 1870.

### Référence dans d'autres œuvres
Deux thèmes musicaux du film sont réutilisés dans les films Sherlock Holmes : Jeu d'ombres de Guy Ritchie et Django Unchained de Quentin Tarantino.